# Strzyżowiec (województwo lubelskie)
Strzyżowiec – wieś w Polsce położona w województwie lubelskim, w powiecie hrubieszowskim, w gminie Werbkowice.
W latach 1975–1998 miejscowość położona była w województwie zamojskim. 
Wieś stanowi sołectwo gminy Werbkowice. Według Narodowego Spisu Powszechnego (III 2011 r.) liczyła 65 mieszkańców i była 24. co do wielkości miejscowością gminy.